# Diachasmimorpha curvinervis
Diachasmimorpha curvinervis är en stekelart som beskrevs av Wu, Chen och He 2005. Diachasmimorpha curvinervis ingår i släktet Diachasmimorpha och familjen bracksteklar. Inga underarter finns listade i Catalogue of Life.